# Трапезников, Трифон Георгиевич
Трифон Георгиевич Трапезников (1882—1926) — искусствовед, антропософ; один из ближайших друзей Андрея Белого.

## Биография
Родился в 1882 году в купеческой семьи; племянник известного крупного московского меховщика Сорокоумовского.
Окончив Гейдельбергский университет по специальности истории искусства и получив степень «доктора философии и свободных искусств», продолжил заниматься Лейпцигском и Берлинском университетах; изучал музеи и памятники искусства в Италии, Германии, Франции и в 1909 году защитил докторскую диссертацию «Die Porträtdarstellungen der Mediceer des XV. Jahrhunderts» (Портреты семьи Медичи XV века). В 1910 году вместе с В. П. Зубовым и М. Н. Семёновым стал собирать библиотеку по истории западного искусства, которая легла в основу Института истории искусств. Из Швейцарии через Лондон в 1918 году приехал в Россию и занял место помощника хранителя отдела изящных искусств Румянцевского музея Наталии Ивановны Троцкой[уточнить]: занимался старинными западными гравюрами, в 1923 году — заведующий отделом; также заведовал подотделом провинциальной охраны памятников искусства и старины, занимался охраной старинных усадеб.
После знакомства с Рудольфом Штейнером отправился с ним в Швейцарию, в Дорнах, где строился антропософский храм Гётеанум. Активно участвовал в антропософских кружках; был председателем антропософского общества с 1921 года; перевёл книгу «Как достигнуть познания сверхчувственных миров» (М., 1918).
Осенью 1924 года он уехал для лечения в Германию, где через год умер близ Дорнаха, в местечке Брейтбрунн-ам-Аммерзее, где и был похоронен.
М. А. Волошин посвятил Т. Г. Трапезникову стихотворение «Два демона» (1915).

## Семья
Жена — Евгения (Любовь) Исааковна Красильщик (24 сентября 1885, Одесса — 1964, Москва), дочь энтомолога И. М. Красильщика, пианистка и музыкальный педагог, антропософ «первого призыва», ближайшая подруга Клавдии Николаевны Бугаевой (жены писателя Андрея Белого).